# Selecció femenina de futbol de l'Azerbaidjan
La selecció femenina de futbol de l'Azerbaidjan representa a l'Azerbaidjan a les competicions internacionals de futbol femení. La seva organització està a càrrec de l'Associació de Federacions de Futbol de l'Azerbaidjan, pertanyent a la UEFA ia la FIFA.
No ha participat encara en l'Eurocopa Femenina de Futbol.
Fins al moment no ha aconseguit classificar-se per disputar la Copa del Món Femenina de Futbol, ni tampoc els Jocs Olímpics.

## Resultats

### Eurocopa
| Eurocopa Femenina de la UEFA |                                                            |                                                            |                                                            |                                                            |                                                            |                                                            |                                                            |                                                            |
| Any                          | Ronda                                                      | Posició                                                    | PJ                                                         | PG                                                         | PE                                                         | PP                                                         | GF                                                         | GC                                                         |
| Dinamarca 1991               | No existia la selecció femenina de futbol de l'Azerbaidjan | No existia la selecció femenina de futbol de l'Azerbaidjan | No existia la selecció femenina de futbol de l'Azerbaidjan | No existia la selecció femenina de futbol de l'Azerbaidjan | No existia la selecció femenina de futbol de l'Azerbaidjan | No existia la selecció femenina de futbol de l'Azerbaidjan | No existia la selecció femenina de futbol de l'Azerbaidjan | No existia la selecció femenina de futbol de l'Azerbaidjan |
| Itàlia 1993                  | No existia la selecció femenina de futbol de l'Azerbaidjan | No existia la selecció femenina de futbol de l'Azerbaidjan | No existia la selecció femenina de futbol de l'Azerbaidjan | No existia la selecció femenina de futbol de l'Azerbaidjan | No existia la selecció femenina de futbol de l'Azerbaidjan | No existia la selecció femenina de futbol de l'Azerbaidjan | No existia la selecció femenina de futbol de l'Azerbaidjan | No existia la selecció femenina de futbol de l'Azerbaidjan |
| Alemanya 1995                | No existia la selecció femenina de futbol de l'Azerbaidjan | No existia la selecció femenina de futbol de l'Azerbaidjan | No existia la selecció femenina de futbol de l'Azerbaidjan | No existia la selecció femenina de futbol de l'Azerbaidjan | No existia la selecció femenina de futbol de l'Azerbaidjan | No existia la selecció femenina de futbol de l'Azerbaidjan | No existia la selecció femenina de futbol de l'Azerbaidjan | No existia la selecció femenina de futbol de l'Azerbaidjan |
| Noruega i Suècia 1997        | No existia la selecció femenina de futbol de l'Azerbaidjan | No existia la selecció femenina de futbol de l'Azerbaidjan | No existia la selecció femenina de futbol de l'Azerbaidjan | No existia la selecció femenina de futbol de l'Azerbaidjan | No existia la selecció femenina de futbol de l'Azerbaidjan | No existia la selecció femenina de futbol de l'Azerbaidjan | No existia la selecció femenina de futbol de l'Azerbaidjan | No existia la selecció femenina de futbol de l'Azerbaidjan |
| Alemanya 2001                | No existia la selecció femenina de futbol de l'Azerbaidjan | No existia la selecció femenina de futbol de l'Azerbaidjan | No existia la selecció femenina de futbol de l'Azerbaidjan | No existia la selecció femenina de futbol de l'Azerbaidjan | No existia la selecció femenina de futbol de l'Azerbaidjan | No existia la selecció femenina de futbol de l'Azerbaidjan | No existia la selecció femenina de futbol de l'Azerbaidjan | No existia la selecció femenina de futbol de l'Azerbaidjan |
| Anglaterra 2005              | No es va classificar                                       | No es va classificar                                       | No es va classificar                                       | No es va classificar                                       | No es va classificar                                       | No es va classificar                                       | No es va classificar                                       | No es va classificar                                       |
| Finlàndia 2009               | No es va classificar                                       | No es va classificar                                       | No es va classificar                                       | No es va classificar                                       | No es va classificar                                       | No es va classificar                                       | No es va classificar                                       | No es va classificar                                       |
| Suècia 2013                  | No es va classificar                                       | No es va classificar                                       | No es va classificar                                       | No es va classificar                                       | No es va classificar                                       | No es va classificar                                       | No es va classificar                                       | No es va classificar                                       |
| Total                        | 0/7                                                        | -                                                          | -                                                          | -                                                          | -                                                          | -                                                          | -                                                          | -                                                          |

### Mundial
| Mundial Femenino de la FIFA |                                                            |                                                            |                                                            |                                                            |                                                            |                                                            |                                                            |                                                            |
| Any                         | Ronda                                                      | Posició                                                    | PJ                                                         | PG                                                         | PE                                                         | PP                                                         | GF                                                         | GC                                                         |
| Xina 1991                   | No existia la selecció femenina de futbol de l'Azerbaidjan | No existia la selecció femenina de futbol de l'Azerbaidjan | No existia la selecció femenina de futbol de l'Azerbaidjan | No existia la selecció femenina de futbol de l'Azerbaidjan | No existia la selecció femenina de futbol de l'Azerbaidjan | No existia la selecció femenina de futbol de l'Azerbaidjan | No existia la selecció femenina de futbol de l'Azerbaidjan | No existia la selecció femenina de futbol de l'Azerbaidjan |
| Suècia 1995                 | No existia la selecció femenina de futbol de l'Azerbaidjan | No existia la selecció femenina de futbol de l'Azerbaidjan | No existia la selecció femenina de futbol de l'Azerbaidjan | No existia la selecció femenina de futbol de l'Azerbaidjan | No existia la selecció femenina de futbol de l'Azerbaidjan | No existia la selecció femenina de futbol de l'Azerbaidjan | No existia la selecció femenina de futbol de l'Azerbaidjan | No existia la selecció femenina de futbol de l'Azerbaidjan |
| Estats Units 1999           | No existia la selecció femenina de futbol de l'Azerbaidjan | No existia la selecció femenina de futbol de l'Azerbaidjan | No existia la selecció femenina de futbol de l'Azerbaidjan | No existia la selecció femenina de futbol de l'Azerbaidjan | No existia la selecció femenina de futbol de l'Azerbaidjan | No existia la selecció femenina de futbol de l'Azerbaidjan | No existia la selecció femenina de futbol de l'Azerbaidjan | No existia la selecció femenina de futbol de l'Azerbaidjan |
| Estats Units 2003           | No va participar                                           | No va participar                                           | No va participar                                           | No va participar                                           | No va participar                                           | No va participar                                           | No va participar                                           | No va participar                                           |
| Xina 2007                   | No va participar                                           | No va participar                                           | No va participar                                           | No va participar                                           | No va participar                                           | No va participar                                           | No va participar                                           | No va participar                                           |
| Alemanya 2011               | No es va classificar                                       | No es va classificar                                       | No es va classificar                                       | No es va classificar                                       | No es va classificar                                       | No es va classificar                                       | No es va classificar                                       | No es va classificar                                       |
| Canadà 2015                 | No va participar                                           | No va participar                                           | No va participar                                           | No va participar                                           | No va participar                                           | No va participar                                           | No va participar                                           | No va participar                                           |
| Total                       | 0/6                                                        | -                                                          | -                                                          | -                                                          | -                                                          | -                                                          | -                                                          | -                                                          |